# Joseba Zaldúa Bengoetxea
Joseba Zaldúa Bengoetxea (Sant Sebastià, 24 de juny de 1992) és un futbolista professional basc que juga com a lateral dret.

## Trajectòria esportiva
Zaldúa es formà al planter de la Reial Societat. Va jugar amb la Reial Societat B diverses temporades a la segona divisió B.
El 23 de novembre de 2013 Zaldúa va jugar el seu primer partit oficial amb el primer equip, disputant els primers 80 minuts abans de ser substituït per Javier Ros en una victòria per 4–3 contra el Celta de Vigo. Més o menys un mes després va signar un nou contracte amb els bascos, fins al 2016.
El 20 de maig de 2014, Zaldúa va renovar el vincle amb els Txuri-urdin fins al 2018, i pujà definitivament al primer equip. El 4 de juliol de 2017, fou cedit al CD Leganés de primera divisió, per un any. Va jugar 30 partits amb l'equip de Madrid, que va evitar el descens, i va marcar un gol a l'últim minut per igualar el partit en un empat 2–2 contra el Deportivo Alavés el 21 de gener de 2018. El 7 de maig, fou expulsat en una derrota a casa per 3–0 a casa contra el Llevant UE per evitar una ocasió de gol de José Luis Morales.
Zaldúa va marcar el seu primer gol per la Real Sociedad el 12 de maig de 2019 en una victòria per 3–1 contra el Reial Madrid a Anoeta, però es va lesionar més tard i va haver de ser substituït.

### Cadis
L'11 de juliol de 2022, Zaldúa va fitxar pel Cadis CF amb contracte per tres anys.

## Palmarès
Reial Societat
- 1 Copa del Rei: 2019-20